# 科帕特
科帕特（Copart, Inc.）是一家美国德克萨斯州达拉斯的在线车辆拍卖和再营销服务商，在北美、欧洲和中东都有业务。

## 历史
它于1982年由34岁的威利斯·约翰逊（Willis J. Johnson）在加利福尼亚州瓦列霍创立。1997年建立科帕特拍卖系统（Copart Auction System），1998年进军互联网。
1994年3月17日，该公司在纳斯达克上市，股票代码为“CPRT”。